# Гресі
Гре́сі —  село в Золочівській громаді Богодухівського району Харківської області України. Населення становить 48 осіб.

## Географічне розташування
Село Гресі знаходиться в одному з відрогів балки Березовий Яр, на відстані 1 км від села Петрівка, за 2 км проходить автомобільна дорога Т 2103, по селу протікає пересихаючий струмок з загатами.

## Історія
12 червня 2020 року, розпорядженням Кабінету Міністрів України № 725-р «Про визначення адміністративних центрів та затвердження територій територіальних громад Харківської області», увійшло до складу Золочівської селищної громади.
19 липня 2020 року, в результаті адміністративно-територіальної реформи та ліквідації Золочівського району, село увійшло до складу Богодухівського району.